# Уральск
Ура́льск (каз. Орал / Oralо файле; до 1775 года Я́ицкий городок) —  город в европейской части Казахстана. Расположен в Западном Казахстане, на реке Урал. Административный центр Западно-Казахстанской области, расположен на северной окраине Прикаспийской низменности. Площадь города в пределах городской черты 209,83 км², в границах территории Уральской городской администрации 731,33 км². Население города 368 915 человек. Представлены 83 различные национальности и народности. Населённые пункты, административно подчинённые городскому акимату: посёлки Зачаганск, Деркул, Круглоозёрное, Маштаково и Желаево.
Уральск расположен на правом берегу среднего течения реки Урал и на левом берегу нижнего течения реки Шаган, в живописной степной равнине с высокими и крутыми речными ярами. Правый приток Шагана река Деркул, протекает рядом с городом и его пригородом посёлком Деркул. Самая высокая возвышенность в ближайших окрестностях Свистун-гора (отметка высоты вершины 84,0 м над уровнем Балтийского моря; над уровнем реки Урал, которая имеет у подножия горы урез воды 22,2 м над уровнем Балтийского моря, относительная высота Свистун-горы составляет 61,8 м), расположенная между пригородными посёлками городского типа Зачаганск и Круглоозёрное (последний ранее назывался Свистун).

## История
В XIII веке на возвышенности Свистун в 10 км от современного Уральска существовало золотоордынское поселение Жайык, остатки которого обнаружены при раскопках. Наименование городища было условно присвоено по казахскому названию реки. Исследования показали, что это был крупный город, возникший во время расцвета Золотой Орды в XIII—XIV веках. В городе были обнаружены жилые усадьбы, хозяйственные постройки, обжиговые печи для производства кирпича и баня — хаммам. На месте города также были обнаружены 2 крупных мавзолея. В связи с падением Золотой, а затем и Ногайской Орды, город терял своё значение, начали падать ремесленное производство и торговля.
В ходе казахско-ногайской войны первой четверти XVI века Касым-хан, одержав победу над Ногайской Ордой, на несколько лет установил контроль на частью территорий Западного Казахстана..
Соответствие местности требованиям обеспечения защиты обусловили выбор этого места казаками, искавшими приют и место постоянного обитания на берегах Яика. С XVI века возникает небольшое военное поселение, которое к середине XIX века станет одним из крупных городов на Урале. Развитие и становление города на этом этапе связано с Яицким казачеством.
В 1584 году упоминается как Яицкий городок, который был основан в урочище Орешное яицкими казаками, образовавшиеся из беглых волгских казаков (основателем Яицкого городка считается их атаман Богдан Барбоша). После разорения его ногайцами, в 1613 году он был перенесён на 50 км ниже по реке Яик (Урал) на его современное место, и 1613 год считается официальной датой основания города. В 1988 году широко праздновалось 375-летие города. Он был заложен на полуострове между реками Яик (Урал) и Чаган. Сейчас этот район города называется «Куренями», от слова курень — казачьего жилища.
В 1591 году яицкие казаки приняли подданство России, но до прихода к власти Петра I имели полную автономию. В 1773—1775 года яицкие казаки стали ядром восстания Емельяна Пугачёва. После разгрома восставших в 1775 году императрица Екатерина II повелела переименовать Яицкий городок в Уральск, а реку Яик — в Урал.

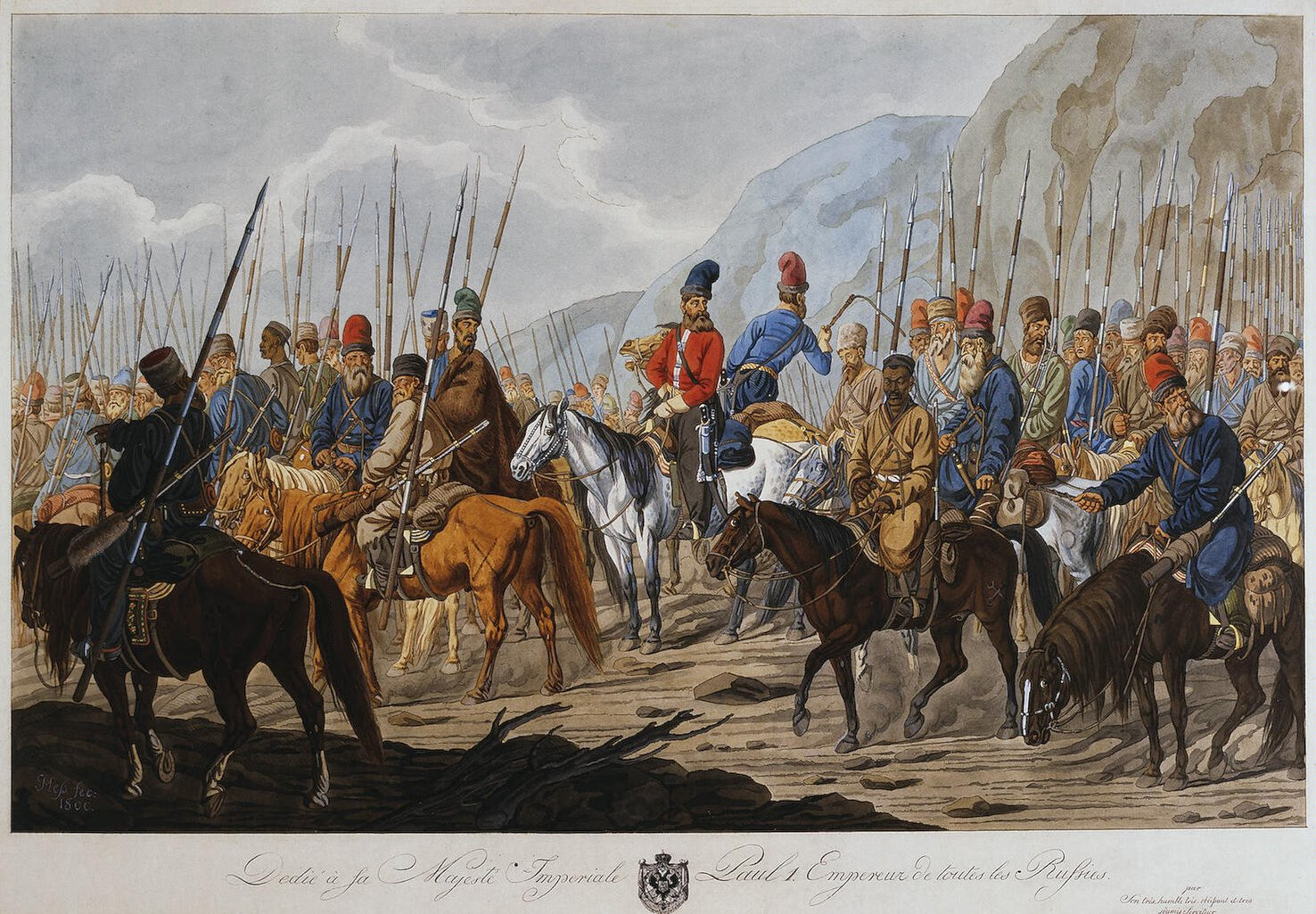
«Яицкие казаки в походе». Картина неизвестного художника

Однако волнения казаков имели место ещё не раз. Так было в 1804, 1825, 1837, 1874 годах. Все волнения жестоко подавлялись войсками.

Уральская область в 1900 году

Основным занятием жителей города были рыболовство, бахчеводство и скотоводство. Красная рыба давала основной доход городу, и вся его жизнь была построена от одного вида лова до другого.

Писал я вам когда-то, из Уральска, каким побытом держится здесь промысел рыбный; писал, никак, что багрят у нас рыбицу зимней порой, по льду, когда ложится она почивать на ятовья, как ложится медведь на зиму в берлогу; что плавня бывает осенняя и весенняя: раскидывают сети с бударки, с остроносой, щегольской, тонкой отделки долблёной лодчонки, плывут по реке да наслушивают рукою, когда толкнёт в сеть хрящевым носом своим осетр, шип, не то севрюга…
— В. И. Даль
Большую роль в жизни города играло купечество. В городе существовала Татарская слобода. Татары служили в войске, многие были офицерами, но основным их занятием была торговля. К концу XIX столетия в Уральске насчитывалось около 100 татарских потомственных дворян, а из 450 человек, принадлежащих к купеческим семьям, татар было 300. По Всероссийской переписи 1897 года в городе 6129 человек считали татарский язык родным. Они составляли треть населения Уральска. Татары являлись своеобразным связующим звеном между Россией и кочевыми родами казахов. В татарских типографиях Уральска были напечатаны первые газеты на казахском языке.
В 1846 году Уральск был причислен к разряду больших городов, став крупным торговым центром.
В 1868 году город стал административным центром созданной Уральской области и Уральского уезда, столицей Уральского казачьего войска, был частью Оренбургской губернии.
29 апреля 1879 года в час пополудни, колокольный звон во всех церквях возвестил городу о пожаре, который к 5 часам вечера того же дня, уничтожил до 2/3 города. Пожар начался в Новосёлках, с крайнего дома на берегу Урала, в самой бедной части города, где улицы имеют ширину не более шести аршин, дом от дома отделяется только воротами, строения все исключительно деревянные, — вся эта часть, числом около 2000 домов, не более как в час времени превратилась в огненное море. Ветер был довольно сильный и неровный. Бывали минуты, он затихал, но вновь являлся бурей и могучим ураганом. Слизав Новосёлки, прилегающие к Уралу дочиста, пожар ворвался на базарную площадь, и стоящие здесь в несколько рядов лавки с красным товаром в несколько минут обнялись пламенем. В эту страшную минуту в другой части города, совсем не на пути пожара, более версты от него в сторону, вспыхнул другой пожар. В доме квартального надзирателя Курина. В непродолжительное время оба пожара соединились в один и море пламени, в ширину несколько кварталов, на пути своём, по ветру, уничтожило все до реки Шагана. Город превратился в ад, опустошение страшное. В цифрах мера разрушения неизвестна. По сторонам пожара и в тылу его, на площадях и по улицам, из уцелевших и не уцелевших домов натаскано имущества в возах и кучах, и, с этой стороны, город превратился в табор. Тысячи семейств остались без крова и хлеба. Человеческие усилия ничего не могли поделать. Небо было чистое, без облачка; но густой чёрный дым так разостлался в воздухе, что в свободных от пожара частях было темно, как в ненастье, солнце не могло пробить своих лучей для освещения. Уральск не умеет гореть понемножку, как другие города в России; со времени основания своего. В течение четырёх веков он горит в третий раз. Но зато горит дотла, по-американски. Нужна сотня лет, чтобы поправился Уральск от этого погрома. Толки о поджогах на разные варианты ходят в народе без умолка; говорят об арестовании и посажении в острог во время пожара, каких-то тёмных личностей, но достоверного ничего нет.

Здание вокзала Уральска. Снимок 50-60-х гг. советского времени. Ныне утрачено

 Осенью 1894 года в Уральск пришла железная дорога, получившая имя Рязанско-Уральской, что послужило большим стимулом к дальнейшему развитию города. Кроме бурного появления мануфактур и фабрик появилось локомотивное депо.
В начале XX века в городе проживало 39 тыс. человек, главным образом мещане, крестьяне, инородцы и другие неказачьи сословия, занимающиеся в основном торговлей и земледелием. С точки зрения вероисповедания, преобладали православные, но было и большое число старообрядцев. Действовало 2 православных и 10 единоверческих церквей, 2 монастыря, 3 мечети. В административном отношении город делился на две станицы: первую и вторую. Городом управлял особый совет войскового хозяйственного правления, в состав которого входили, наряду с представителями казачества, представители купечества и мещанства. Каменные здания составляли значительную часть построек, но в городе не было централизованного водопровода, канализации и мостовых.
Из учреждений здравоохранения в то время в городе действовали городская войсковая больница на 100 кроватей, бесплатная лечебница и родильный приют, войсковая богадельня и 2 аптеки. Образование было представлено войсковой женской восьмиклассной гимназией, войсковым реальным училищем, духовным училищем и несколькими начальными приходскими школами. Из учреждений культуры следует отметить общественную библиотеку, две народных читальни, театр и типографию. Выходили газеты «Областные Ведомости», «Войсковые Ведомости» и «Уралец».
Перед Гражданской войной в городе было 15 единоверческих и православных приходских и соборных церквей (в пригороде ещё 4), 4 домовых храма, 4 мечети, несколько молитвенных домов (значительная часть уральских казаков оставались старообрядцами различных согласий — беглопоповского, часовенного, белокриницкого).

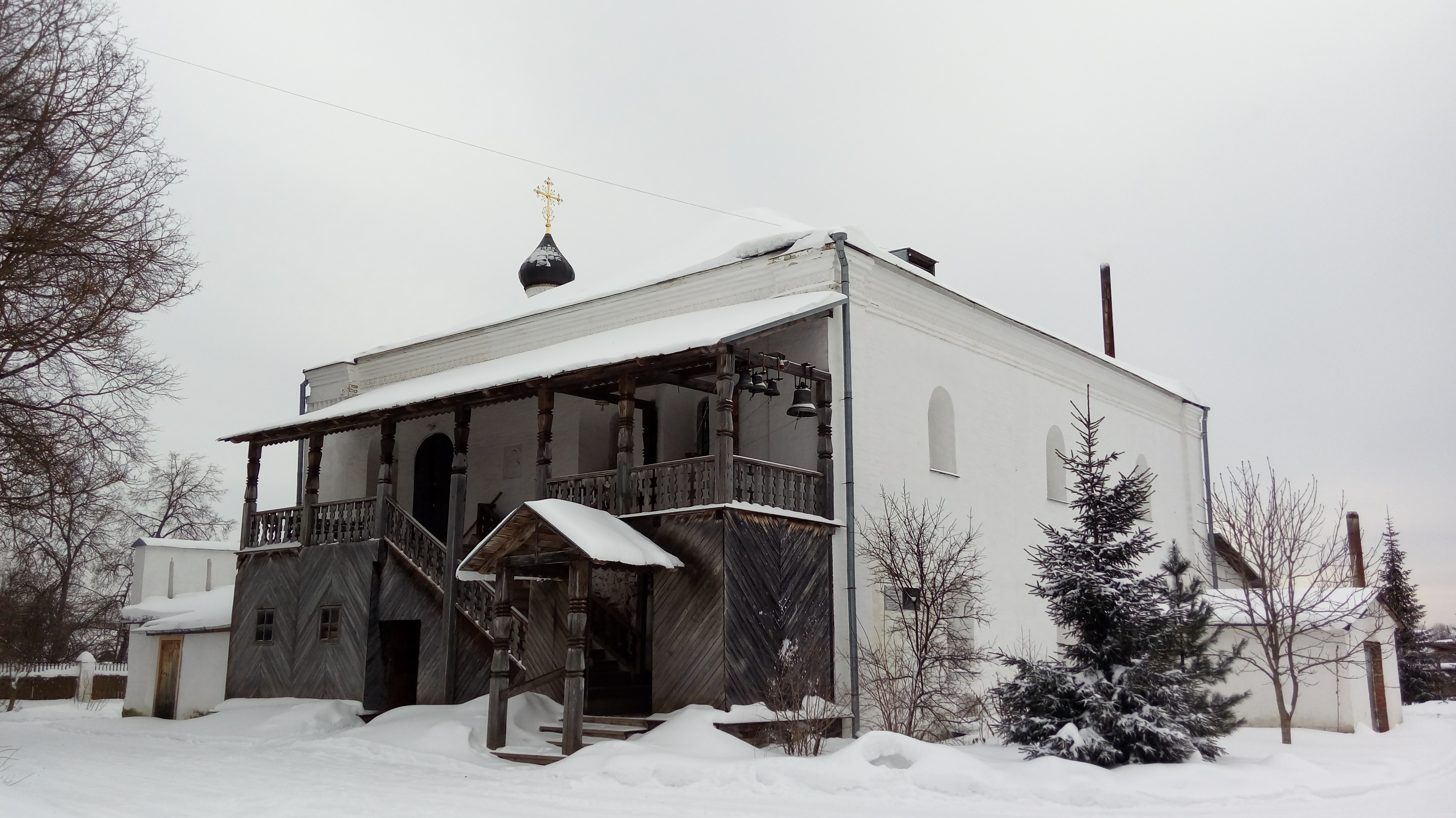
Петропавловский собор на месте Петропавловской церкви (в ней венчался Е. И. Пугачёв с казачкой Устиньей Кузнецовой), сожжённой в 1775—1776 годах по приказу Екатерины II. Сейчас на месте собора стоит памятник А. С. Пушкину

Во время Гражданской войны Уральск находился в центре ожесточённых боёв; занятый большевиками в 1919 году, был подвергнут продолжительной осаде Уральской армией.
В годы Великой Отечественной войны решением Военного совета Сталинградского фронта от 16 октября 1942 года, Уральск становится прифронтовой зоной и пунктом противовоздушной обороны страны. В город было эвакуировано из центра 14 промышленных, работавших на фронт предприятий, 20 военных госпиталей, формировались воинские соединения.
С 1991 Уральск стал одним из крупных городов независимого Казахстана. В 1990-х годах были переименованы многие улицы Уральска.

## Связь с известными историческими личностями

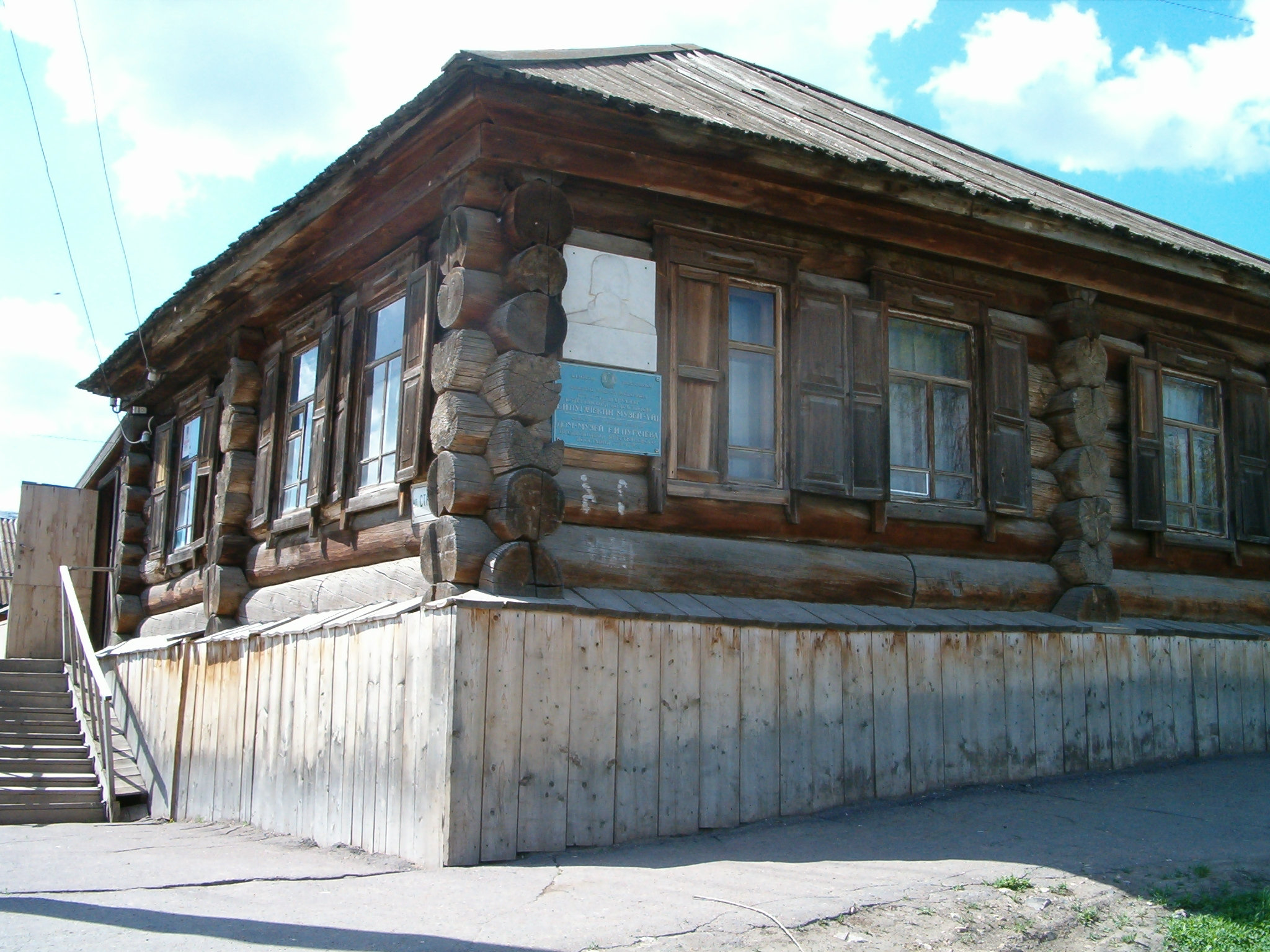
Дом-музей Е. Пугачёва в избе отца «царёвой» невесты казака Кузнецова

С историей Уральска связан ряд имён выдающихся исторических личностей.
- Будущие императоры Александр II, Николай II посещали город в качестве атаманов всех казачьих войск России (это звание передавалось наследникам престола с рождения). При этом Александр совершил закладку Александро-Невского собора в 1837 году, а Николай — храма Христа Спасителя в 1891-м.
- Пугачёв начал свой поход на Уральск со станицы Бударинской, в 85 километрах ниже по Уралу, взял город практически без боя. Много лет спустя старики говорили Пушкину, что по сей день почитают его царём Петром; поэт записывает ответ казака Пьянова на вопрос о Пугачёве: «Он для тебя Пугачёв, отвечал мне сердито старик, а для меня он был великий государь Пётр Фёдорович».
- Суворов был направлен императрицей Екатериной Великой, напуганной размахом крестьянской войны, для её подавления, одержал несколько побед и провёл в Уральске первые допросы Пугачёва, а затем этапировал его в Москву.
- Академики А. Гумбольдт, П. С. Паллас были в Уральске как в отправной точке своих азиатских маршрутов
- И. А. Крылов — маленький Ваня Крылов, сын капитана Андрея Крылова, одного из руководителей гарнизона правительственных войск, провёл при своём отце всю осаду крепости Михайло-Архангельского собора пугачёвским войском.
- Г. Р. Державин также посещал Уральск, находясь на государственной службе.

Памятник А. С. Пушкину

- А. С. Пушкин приехал в Уральск осенью 1833 года в сопровождении оренбургского чиновника В. И. Даля, будущего автора словаря, для сбора материалов к «Истории пугачёвского бунта», беседовал с казаками, знавшими Пугачёва лично. «Последнее письмо моё должна ты была получить из Оренбурга. Оттуда поехал я в Уральск — тамошний атаман и казаки приняли меня славно, дали мне два обеда, подпили за моё здоровье, наперерыв давали мне известия, в которых имел нужду, и накормили меня свежей икрой, при мне изготовленной» — из письма поэта жене.

Все самые известные гости Уральска гостили в резиденции наказного атамана

- В. И. Даль в течение восьми лет своей службы в Оренбурге неоднократно предпринимал поездки в Уральск и приуральные степи, например в 1833-м (год визита в Уральск Пушкина) Даль в течение 12 недель кочевал между казацкими станицами и казахскими аулами, записывал песни и сказания, одним из первых изучал казахские эпосы и знакомил Россию со степью в рассказах «Майна», «Бикей и Мауляна». Пользовался огромным уважением за свою честность и интерес к краю. Акын Махамбет Утемисов писал оренбургскому генерал-губернатору Перовскому — «…пришли праведных чиновников, которые бы вникли в бедственное положение… Особенно мы желаем, чтобы жалобы наши были исследованы господином подполковником Далем»
- Жуковский сопровождал своего воспитанника, наследника престола, будущего императора Александра II при его визите в 1837 году. Интересно, что Даль, также бывший в поездке с цесаревичем, записал слова одной старой казачки — «царского племени не видывали от самого от государя Петра Фёдоровича…»
- Т. Г. Шевченко был в Уральске непродолжительное время по дороге на Мангышлак, куда был сослан.
- Композитор А. А. Алябьев руководил городским оркестром.
- Л. Н. Толстой гостил в 1862 году у своего товарища по Севастополю наказного атамана А. Д. Столыпина, отца будущего реформатора, по впечатлениям от поездки написал повесть «Казаки». «…Живём мы в кибитке, погода прекрасная. Я нашёл приятеля Столыпина атаманом в Уральске и ездил к нему и привёз оттуда писаря, но диктую и пишу мало. Лень одолевает при кумысе…»
- А. Д. Столыпин, отец будущего министра Российской империи П. А. Столыпина, назначенный наказным атаманом в 1857 году, оставил о себе добрую память. При нём степной запылённый город стали усиленно озеленять, появились первые бульвары, один из которых впоследствии носил его имя. Кроме того, в Уральске организуется постоянный театр. Немаловажно и то, что А. Д. Столыпин активно содействовал примирению с церковью части старообрядцев на началах благословенной церкви.
- Уроженцы Уральска писатели и журналисты И. И. Железнов и Н. Ф. Савичев в своих книгах и очерках с любовью описали историю, быт и культуру своих земляков — казаков, великих современников, связанных с городом, а также знакомили с жизненным укладом и самобытной культурой казахского народа.
- Ф. И. Шаляпин на заре своей карьеры в 1891 году был на гастролях в местном театре, оставил очень сердитые записи о местной грязи: «…мы поехали в Уральск, город, поразивший меня обилием грязи и отсутствием растительности. Посредине городской площади стояло красное кирпичное здание — театр. В нём было неуютно, отвратительно пахло дохлыми крысами и стояла жара, как в бане. Мы сыграли в этом склепе для усопших крыс один спектакль, а на следующий день прибыл цесаревич и нас отправили к атаману, где он завтракал, петь песни на открытой сцене. Хор у нас был небольшой, но чудесный».

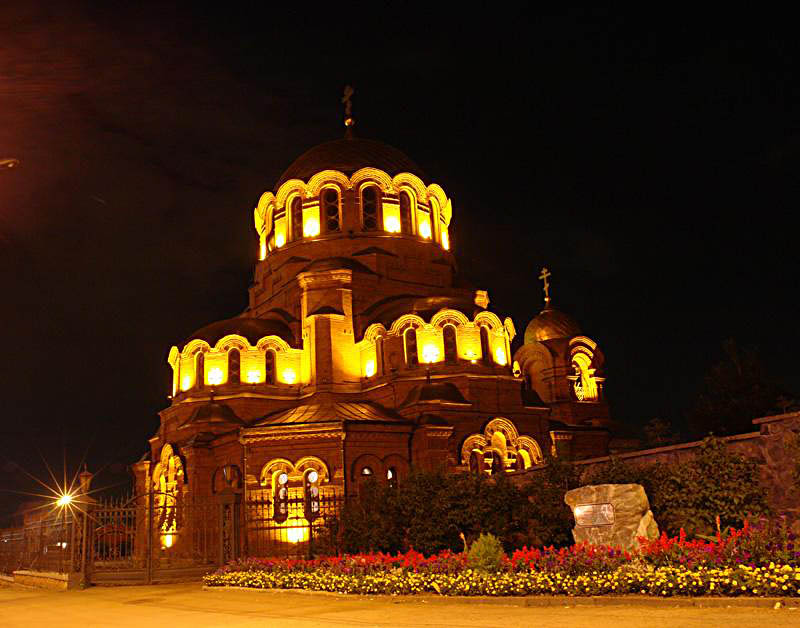
Главный войсковой собор Александра Невского (разрушен)

- В. Г. Короленко работал в архиве Уральского казачьего войска с июня по сентябрь 1900 года, искал свидетельства событий Пугачёвского бунта, написал очерки «У казаков» и «Пугачёвская легенда на Урале».
- Г. Тукай, татарский поэт, провёл в Уральске детство и юность в семье сестры отца (с 1895 по 1907 год), сотрудничал с местными татарскими газетами, начал своё поэтическое творчество.

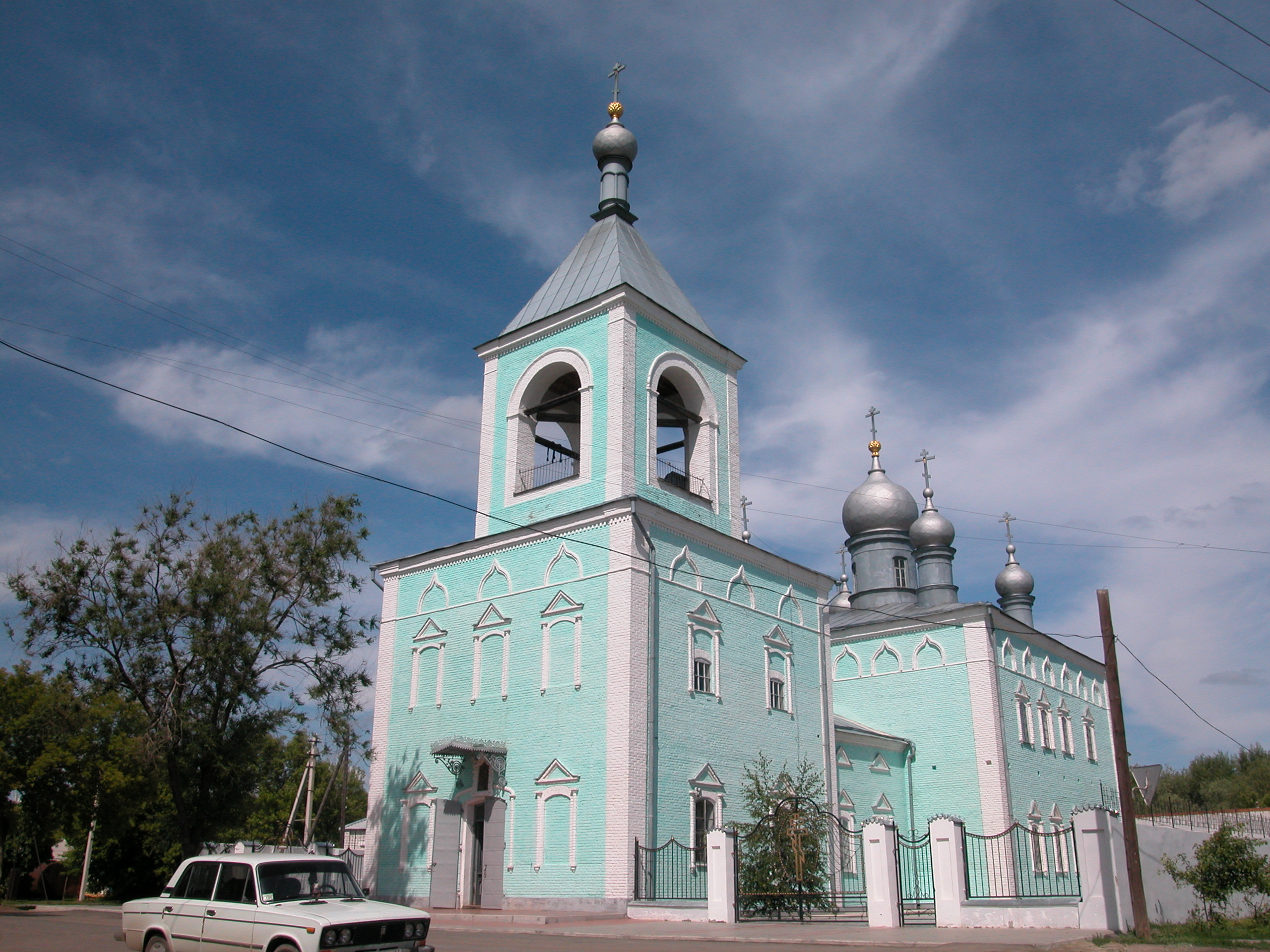
Михайло-Архангельский (Старый) собор

- Гостили у друзей, гуляли по городу и рыбачили на Урале писатели Михаил Шолохов, А. Н. Толстой, К. А. Федин, В. В. Бианки, Сакен Сейфуллин, Сабит Муканов, В. П. Правдухин и другие[17].
- Из Уральска происходит священномученик Иаков (Маскаев), архиепископ Барнаульский — чтимый в православии подвижник и энергичный труженик на ниве Христовой.
- Родился в городе Косых, Григорий Георгиевич Олимпийский чемпион (1972) по стрельбе.

## Граница между Азией и Европой
В советской науке принято было проводить границу между Европой и Азией по Мугоджарам до истоков р. Эмбы, далее по Эмбе до Каспийского моря. Ранее (до конца 1950-х годов) границу Европы в пределах Казахстана проводили по руслу р. Урал.
В апреле-мае 2010 года экспедиция Русского географического общества пришла к выводу о том, что границу Европы следовало бы проводить по Мугоджарам, по краю Прикаспийской низменности, там, где заканчивается Восточно-Европейская равнина и проходят западные уступы плато Устюрт, то есть ещё южнее, чем сейчас принято считать. До настоящего времени мнение группы учёных из Русского географического общества не прошло оценки такой международной организацией, как Международный географический союз.
Таким образом, в одних случаях город Уральск считается целиком находящимся в Европе, в других (если по реке Урал) город находится на границе между Азией и Европой.

## Климат
Климат в городе резко континентальный: жаркое засушливое лето и снежная, умеренно холодная зима, нередко с сильными ветрами.
- Среднегодовая температура +6,5 °C
- Среднегодовая скорость ветра 2,9 м/с
- Среднегодовая влажность воздуха 70 %

| Показатель                    | Янв.  | Фев.  | Март  | Апр.  | Май  | Июнь | Июль | Авг. | Сен. | Окт.  | Нояб. | Дек.  | Год   |
| ----------------------------- | ----- | ----- | ----- | ----- | ---- | ---- | ---- | ---- | ---- | ----- | ----- | ----- | ----- |
| Абсолютный максимум, °C       | 6,6   | 6,9   | 22,1  | 31,1  | 37,8 | 41,8 | 42,0 | 42,3 | 38,8 | 28,0  | 18,0  | 8,7   | 42,3  |
| Средний суточный максимум, °C | −6,7  | −5,9  | 1,2   | 14,7  | 23,2 | 28,1 | 30,2 | 29,0 | 21,9 | 12,5  | 2,1   | −4,7  | 12,1  |
| Средняя температура, °C       | −10,4 | −10,3 | −3,3  | 8,3   | 16,3 | 21,1 | 23,2 | 21,5 | 14,6 | 6,7   | −1,6  | −8,2  | 6,5   |
| Средний суточный минимум, °C  | −14,1 | −14,5 | −7,4  | 2,6   | 9,3  | 13,9 | 16,0 | 14,2 | 8,3  | 2,1   | −4,7  | −11,6 | 1,2   |
| Абсолютный минимум, °C        | −43,1 | −40,5 | −35,2 | −24,3 | −6,8 | −1,1 | 4,3  | 0,4  | −7,6 | −19,2 | −32,6 | −39,2 | −43,1 |
| Норма осадков, мм             | 25    | 21    | 25    | 24    | 32   | 32   | 39   | 22   | 27   | 37    | 27    | 27    | 339   |
| Источник: Погода и климат     |       |       |       |       |      |      |      |      |      |       |       |       |       |

## Население
Национальный состав города (в составе территории городского акимата) на начало 2024 года:
- казахи — 262 643 чел. (72,57 %),
- русские — 78 089 чел. (21,58 %),
- татары — 5 825 чел. (1,61 %),
- украинцы — 5 792 чел. (1,60 %),
- азербайджанцы — 1 509 чел. (0,42 %),
- белорусы — 1 074 чел. (0,30 %),
- немцы — 990 чел. (0,27 %),
- корейцы — 719 чел. (0,20 %),
- узбеки — 587 чел. (0,16 %),
- армяне — 375 чел. (0,10 %),
- мордва — 351 чел. (0,10 %),
- чеченцы — 327 чел. (0,09 %),
- башкиры — 200 чел. (0,06 %),
- и другие — 3 458 чел. (0,96 %).

Всего 361 940 жителей.
| 1897     | 1923     | 1939     | 1959     | 1970     | 1979     | 1989     |
| -------- | -------- | -------- | -------- | -------- | -------- | -------- |
| 36 466   | ↘32 176  | ↗67 575  | ↗103 914 | ↗134 162 | ↗167 352 | ↗199 835 |
| 1999     | 2009     | 2021     |          |          |          |          |
| ↘194 905 | ↗202 161 | ↗235 764 |          |          |          |          |

## Транспорт

### Железная дорога
Впервые линия железной дороги была подведена к Уральску в 1894 году. Это была Рязанско-Уральская железная дорога. Вокзал с башенками в стиле среднеазиатских минаретов поначалу располагался довольно далеко от города, так что Алексей Николаевич Толстой писал о том, что с вокзала он ехал в город «…через степь, поросшую телеграфными столбами». Долгое время Уральск оставался конечной станцией дороги, соединявшей город с центром России, затем в 1936 году была построена линия до Илецка, установившая прямое сообщение с остальным Казахстаном.
В советский период город вырос, ныне вокзал находится практически в центральной его части. В связи с увеличением количества пассажиров в начале 1980-х началось строительство нового вокзала, старый памятник архитектуры XIX века был при этом снесён.
В настоящее время существует регулярное пассажирское сообщение по железной дороге со старой и новой столицами Казахстана — городами Алма-Атой и Астаной.

### Аэропорт

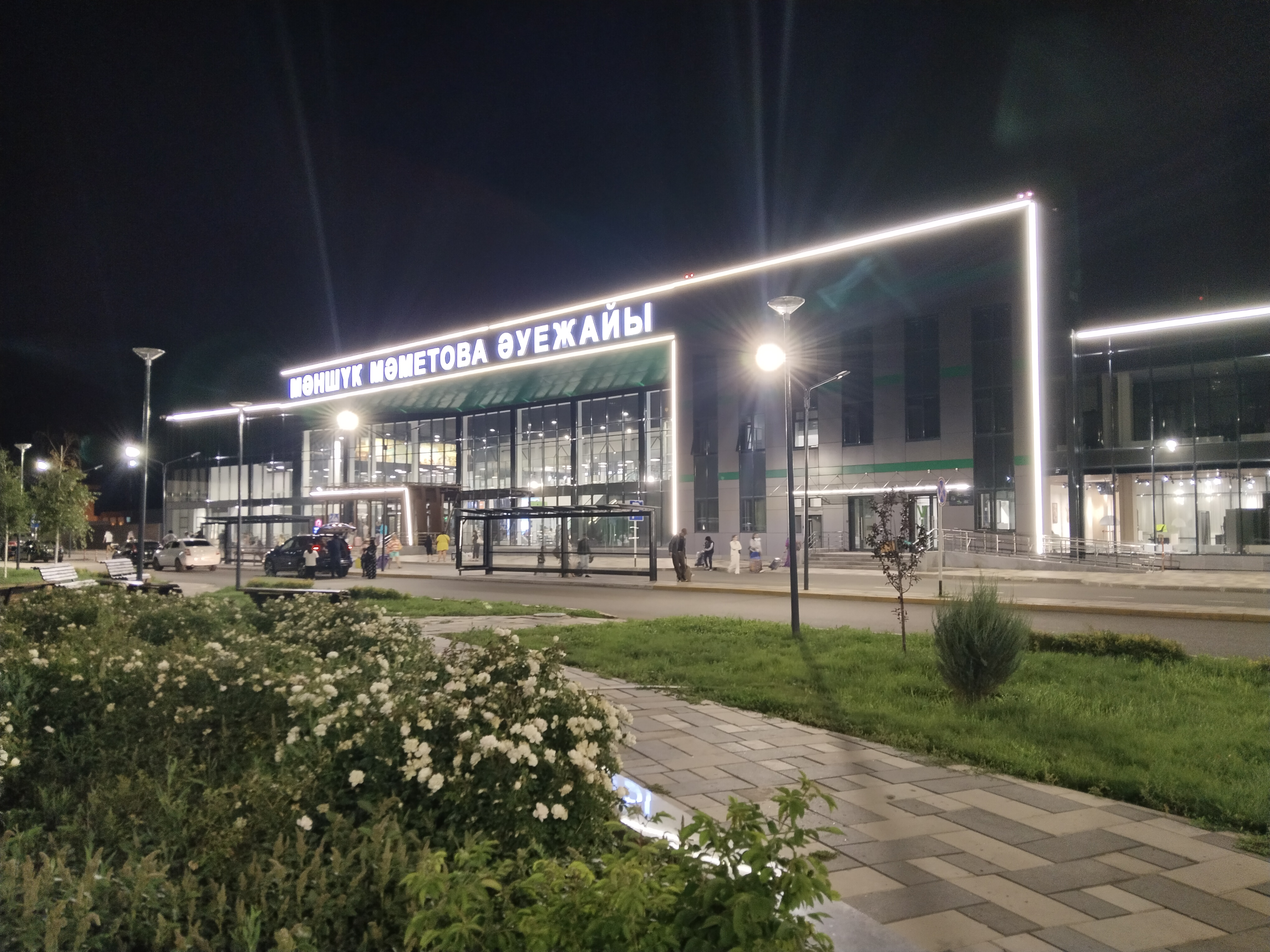
Международный аэропорт Уральска им. Маншук Маметовой

Аэропорт Уральск после реконструкции 1990-х годов получил статус аэропорта международного значения, расположен в 16 километрах от города, недалеко от пригородного посёлка Подстёпного.
В феврале 2023 года аэропорт был приобретен компанией ТОО «Орал Аэропорт Холдинг», это казахстанская компания, контрольный пакет которой принадлежит казахстанскому ТОО «Уральск менеджмент» и предпринимателю Даулетхану Килыбаеву, а миноритарной долей (49%) владеет российская компания АО «Ретранс». Компания надеется превратить аэропорт Уральска в региональный хаб, расширить маршрутную сеть и провести техническое перевооружение аэропорта
3 июля 2019 года начаты ремонтные работы по модернизации терминала аэропорта. После модернизации пассажиропоток увеличится с 160 тыс. до 350 тыс. человек, а площадь терминала увеличится с 4000 м² до 7500 м². По сообщению акима Западно-Казахстанской области, данное значение не является пределом, так как у аэропорта очень выгодное географическое местоположение.
18 марта 2022 года Правительство Казахстана приняло постановление о присвоении международному аэропорту в Уральске имени Маншук Маметовой.
7 апреля 2022 года аэропорт открылся после полной реконструкции, которая позволила увеличить площадь терминала с 4 000 до 10 000 м²., а также пассажиропоток до 600 000 в год. Аэропорт соответствует всем международным стандартам IATA. В ближайшее время планируется открытие новых маршрутов по направлениям Амстердам, Москва, Киев, Стамбул, Санкт-Петербург, Абу-Даби, Атырау и Шымкент, а также увеличение количества существующих в Алматы, Франкфурт-на-Майне, Астану, Актау, Туркестан.
После реконструкции ВПП способен принимать воздушные суда типов Ил-76, Boeing 737, Boeing 757.
По состоянию на 2024 год аэропорт производит рейсы во Франкфурт-на-Майне, Актау, Шымкент, Туркестан, Астану, Алма-Ату, Шарм-эш-Шейх, Пхукет, Анталью

### Общественный транспорт
Общественный транспорт представлен автобусными маршрутами, в советское время было запланировано строительство троллейбусных линий, но с развалом СССР эти проекты были забыты, регулярно раз в несколько лет проводятся тендеры между предприятиями на право обслуживания маршрутных линий, сами маршруты претерпевают многочисленные изменения в связи со строительством городских новостроек в отдалённых микрорайонах и стремлением к оптимизации и более полному охвату линиями городской территории. Стоимость проезда на маршрутах зависит от способа оплаты: Наличными она составляет 200₸ для взрослых, 100₸ для детей (с 7-18 лет) и пенсионеров; оплата транспортной картой и QR-кодом составляет 100₸ — взрослый билет, 50₸ — для детей (с 7-18 лет) и пенсионеров c 1 января 2024 года.
Бесплатные поездки доступны многодетным матерям, детям до 7 лет, людям с инвалидностью первой группы, ветеранам Великой Отечественной войны, участникам боевых действий и ликвидаторам последствий на Чернобыльской АЭС.
Широкое распространение в городе получили официальные службы такси, существенно подвинув нерегулируемый частный извоз, в настоящее время насчитывается не менее 10 конкурирующих между собой таксомоторных компаний.

## Религия

Мечеть в Уральске

Первым объектом религиозного назначения Яицкого городка был деревянный храм Михаила Архангела в Куренях, построенный в царствование Михаила Феодоровича Романова. На его месте впоследствии в 1741—1751 гг возведён каменный собор.
При переселении жителей Кирсановского посёлка был перенесён оттуда храм в честь святителя Алексея митрополита. Третьим памятником религиозного зодчества стала Петропавловская церковь.
Уральские храмы изначально принадлежали к Российской церкви на правах единоверия — с совершением богослужения при соблюдении всех особенностей старого обряда. При этом они входили в состав Казанской епархии, сохраняя самоуправление.
Под воздействием Иргизских скитов часть Уральского войска в 1780-х годах склонилась в сторону беглопоповства, центром которого стала Успенская часовня, впоследствии со смертью священника Василия (Соколова) перестроенная в единоверческую Успенскую церковь.
Освящение Успенской церкви привело к разделению казаков на «церковных» и «часовенных»
Часовенные принимали к себе священников, поставленных православным епископом, сохраняя при этом самостоятельность своих общин.
Важнейшими центрами религиозной жизни становились скиты — Сергиевский мужской и Садовский женский.
В 1837 году были заложены Александро-Невский Собор и единоверческие Предотеченская и Крестовоздвиженская церкви.
После обращения в единоверия Иргизских скитов атаманом Аркадием Столыпиным проведена активная работа над преодолением раскола в Уральске, в результате которой Сергиевский скит добровольно присоединился к православной церкви, а на берегу Шагана была возведена Никольская благословенная церковь. Сергиевский скит был перенесён в окрестности пос. Деркул и дал начало Никольскому мужскому монастырю.
При этом часть старообрядцев не присоединилась к единоверию, фактически превратившись в беспоповцев «часовенного» согласия. Наряду с данным направлением, были также распространены федосеевское, поморское, беглопоповское, австрийское окружницкое и неокружницкое согласия, имевшие свои молитвенные дома.
Церковь становилась важнейшим институтом в сфере народного образования. В городе действовали духовное училище и церковно-приходские школы. Была открыта русско-казахская школа, велись попытки миссионерства среди кочевого населения.
На момент революции в городе действовали 11 единоверческих и 2 новообрядческих храма, 2 единоверческих монастыря, 4 домовых церкви.
Наряду с православием и старообрядчеством, в городе были представлены иные конфессии — лютеранство, католицизм, часть татар исповедовала ислам суннитского толка, а калмыки — буддизм.
7 ноября 1908 года учреждена Уральская епархия во главе с епископом Тихоном (Оболенским), ранее бывшим управляющим единоверческими приходами Самарской епархии.
С 1988 г начинается постепенное возрождение религиозных учреждений. Открывается Михайло-Архангельский "Старый" Собор, а затем Храм Христа Спасителя.
В конце 90-х восстанавливается женский Покровский монастырь и Никольская походная церковь.
Также передается верующим Покровская старообрядческая церковь Белокриницкой иерархии.
В 2008 году в Уральске появилась Католическая Церковь Матери Божией Неустанной Помощи. В настоящее время существует приход.
В татарской слободе находится Красная мечеть (1871), памятник архитектуры местного значения.
Памятниками архитектуры являются также Собор Михаила Архангела, Золотая церковь, храм Иоанна Предотечи.
За годы независимости восстановлены Никольская церковь, Покровский женский монастырь, ведутся работы по восстановлению бывшего мужского единоверческого Николаевского монастыря.
Согласно переписи населения 2009 года 57,2 % населения территории городского акимата составляли мусульмане, 39,1 % составляли христиане (преимущественно православные), иудаизма придерживалось 0,09 % населения, буддизма — 0,03 %. Неверующими себя назвали 3,0 % населения, а 0,6 % жителей отказались ответить на вопрос о религии.
Уральск является центром Уральской и Актюбинской епархии Русской православной церкви, а также Казахстанской епархии Русской православной старообрядческой церкви.

## Достопримечательности

### Архитектура и исторические памятники
Центр города в основном сохранил свой исторический облик, несмотря на разрушение в 1920-е и 1930-е годы множества соборов и церквей. Старейшее здание города — Михайло-Архангельский собор, построенный в 1740-е годы. Когда-то вокруг собора располагалась крепостная стена. Во время Пугачёвского бунта восставшие казаки осадили располагавшийся в крепости отряд правительственных войск, присланных после подавления восстания 1772 года, но так и не смогли её взять. Собор дважды закрывали при советской власти; окончательно был возвращён к юбилею Крещения Руси благодаря деятельности инициативной группы под руководством протоиерея Владимира (Корчажникова). Недалеко от собора находится дом отца «царёвой невесты» богатого казака Кузнецова, сейчас в нём дом-музей Емельяна Пугачёва.
Второй по времени строительства храм — крестовокупольная единоверческая церковь Иоанна Предтечи, заложена в 1837 году, освящена в 1849 с середины XX века используется в качестве складского помещения, несмотря на длительные попытки верующих вернуть здание.

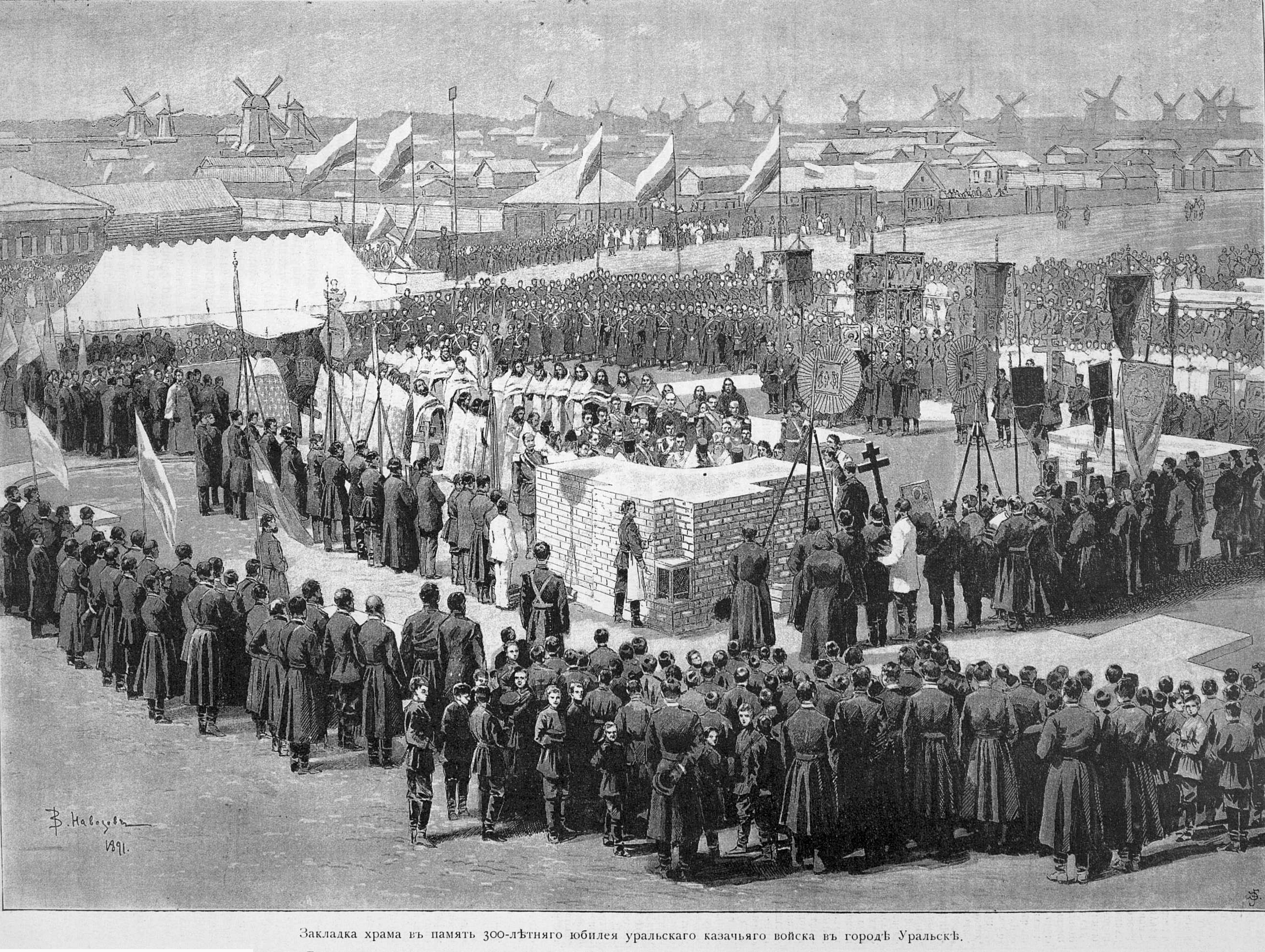
Торжественная закладка храма Христа Спасителя в 1891 году

Другой сохранившийся собор в центре города — храм Христа Спасителя (в народе — «золотая» церковь). Построена в честь 300-летия служения Уральского казачьего войска московскому царю, отмечавшегося в 1891 году.
В закладке храма принимал участие цесаревич — будущий император Николай II. Примечательно, что по первоначальному плану предполагалось строительство огромного собора. Но после того, как фундамент был закончен, выяснилось, что денег на завершение строительства не осталось. В итоге на огромном фундаменте стоит нарядная церковь скромных размеров.
В 1930-е годы бо́льшая часть других соборов и церквей Уральска была взорвана и разрушена. Из кирпичей Казанской единоверческой церкви был выстроен Педагогический институт (ныне Западно-Казахстанский государственный университет им. М. Утемисова), на месте главного собора Александра Невского — сквер. Кирпичами многих других были вымощены тротуары, по которым можно пройтись и по сей день.

Старейшая аптека города

Одно из старейших и уважаемых зданий Уральска — Атаманский дом, резиденция наказного атамана. Его фасад украшен мемориальными досками, свидетельствующих о том, что именно в нём останавливались во время приезда в Уральск великие Пушкин, Жуковский, Даль, Толстой. О том, что здесь же гостили цесаревичи и будущие императоры Александр и Николай, можно прочесть только в исторических документах. Здание построено в 1825 году по проекту итальянца, войскового архитектора М. Дельмедино для атамана Д. М. Бородина, впоследствии было выкуплено в качестве постоянного «…помещения наказного атамана и приезжающих в Уральск частных особ…». В советское время был любим как Дом пионеров с многочисленными кружками.

Здание Русского Торгово-промышленного банка

Чуть позднее, в 1830-е было построено здание Уральской войсковой канцелярии, позднее — Войскового правления. В здании размещалась также Публичная библиотека и Войсковой архив, в котором в 1900 году изучал документы, относящиеся к Пугачёвскому восстанию, писатель Короленко. Кстати, и сейчас здесь также находится детско-юношеская библиотека. Здание построено в классическом стиле ещё одним войсковым архитектором А. А. Гопиусом, выпускником Академии художеств. Надо упомянуть, что архитекторы должны были быть в большей степени фортификаторами, ими составлялись проекты многочисленных крепостей и форпостов на пограничной линии, а также казарм и военных складов в городе, многие из которых также сохранились.

Ныне здание Торгово-промышленного банка занимает акимат области

Здание областного акимата, в прошлом — Русский Торгово-промышленный коммерческий банк. В открытую пасть львов, находящихся в нишах подъезда боится положить руку каждое новое поколение уральских мальчишек. Построено в 1896 году архитектором А. Бунькиным, по сторонам балкона здание украшали по очереди скульптуры казаков с огромными осетрами, затем традиционные советские рабочий и колхозница. После Революции здание занимали советы рабочих депутатов и их исполнительные комитеты.

Дом купцов Ванюшиных

Многие старые здания продолжают служить согласно своему первоначальному назначению: аптека Штрауса, первый кинотеатр города в особняке генерала Аничхина — ныне имени Гагарина обслуживает посетителей по сей день, в войсковой гимназии — Естественно-географический факультет университета, в войсковом реальном училище — педагогический колледж, в войсковой больнице — частная медицинская поликлиника.

Уральский областной исторический музей расположен в здании Русско-Киргизской ремесленной школы (до революции казахов в правительственных документах называли киргизами), построенной в 1880-е годы. 

Дом Карева (Ныне Западно-Казахстанская областная филармония им. Гарифуллы Курмангалиева)

Одно из самых известных зданий в Уральске — дом купца А. Т. Карева, построенный на рубеже 19-20 веков в псевдорусском стиле, закладка и освящение фундамента которого произошло в в1890 году,о чем свидетельствует надпись на здании, на протяжении долгого времени — самое большое здание города. По легенде, поссорившись со своим приятелем купцом Овчинниковым, любившим по утрам пить чай на балконе своего дома и встречать восход солнца, Карев обещал, что Овчинников никогда больше не увидит восхода. И действительно, построенный на противоположной стороне улицы дом закрыл собой восток для сохранившегося также дома Овчинникова навсегда. Еще есть легенда, что сам Карев погиб при контролировании строительства, упав с кем-то подпиленных лесов. По другой версии Карев умер от паралича. Его дело продолжила его весьма предприимчивая супруга Дарья Фёдоровна, которая достроила дом и позднее, в 1907 году электрифицировала его, организовав мини-электростанцию рядом, за аркой дома, находящейся по улице Карева(ранее Мостовой).
Сравниться по величине с домом купца Карева мог только дом купцов Ванюшиных. В доме, построенном в 70-е годы XIX века, впоследствии располагался Коммерческий клуб, сельскохозяйственный техникум, в годы войны — эвакуированное из Одессы военное училище, затем сюда был переведён дом пионеров, в настоящее время — школа-лицей имени Алии Молдагуловой.

### Памятники

Памятник Сырыму Датову

С дореволюционных времён в Уральске сохранилась лишь ротонда, установленная при А. Д. Столыпине. Когда-то в ней помещался бюст цесаревича Николая Александровича, сына императора Александра II, носившего звание атамана всех казачьих войск, умершего в 1865 году.
В 1891 году на месте захоронения казаков, запоротых Кочкиным В 1803 году, по моде тех лет, была установлена Триумфальная арка в честь 300-летия служения Войска царю и в честь приезда наследника Николая Александровича. Красные ворота, как их называли в городе, были разрушены в те же 30-е годы XX века.
В советский период в городе были установлены монументы Ленина с простёртой рукой, Сталина, бюсты участников Гражданской войны, связанных с Уральском — Чапаева и Фурманова, бюст Кирова в городском парке, долго носившем его имя. В настоящий момент все они выставлены на одной из аллей парка, кроме памятника Сталину, который был снесён в годы борьбы с культом личности.
Позднее, в 1980-е на привокзальной площади был установлен ещё один памятник В. И. Чапаеву, на коне, в развевающейся бурке и с шашкой в руке.
Ещё один примечательный памятник, связанный с периодом Гражданской войны, посвящён юному бойцу Мише Гаврилову. В послесоветские годы раздавались призывы снести этот «памятник убитой лошади», но он уцелел. Сейчас памятник находится напротив Военно-технической школы.
Среди памятников участникам Великой Отечественной войны — монумент трём героиням Маншук Маметовой, Алие Молдагуловой и Хиуаз Доспановой, и бюст маршала Г. К. Жукова. К 40-летию Победы в 1985 году на берегу Урала был воздвигнут мемориал с Вечным огнём и стелой, портретами Героев Советского Союза из Уральска и области и барельефом со списком всех погибших уральцев. Позднее к ним добавился список уральцев, погибших в Афганистане.
В годы независимости Казахстана в Уральске появились памятники Пушкину, Шолохову, казахскому поэту и мыслителю Абаю и руководителю антиправительственного восстания конца XVIII века Сырыму Датову, писателю-краеведу Н. Савичеву. В глубине Ханской рощи в тени заросшей аллеи стоит обелиск царских времён на нём надпись которая гласит что на этом месте цари принимали присягу от ханов внутренней орды.

### Парки и скверы

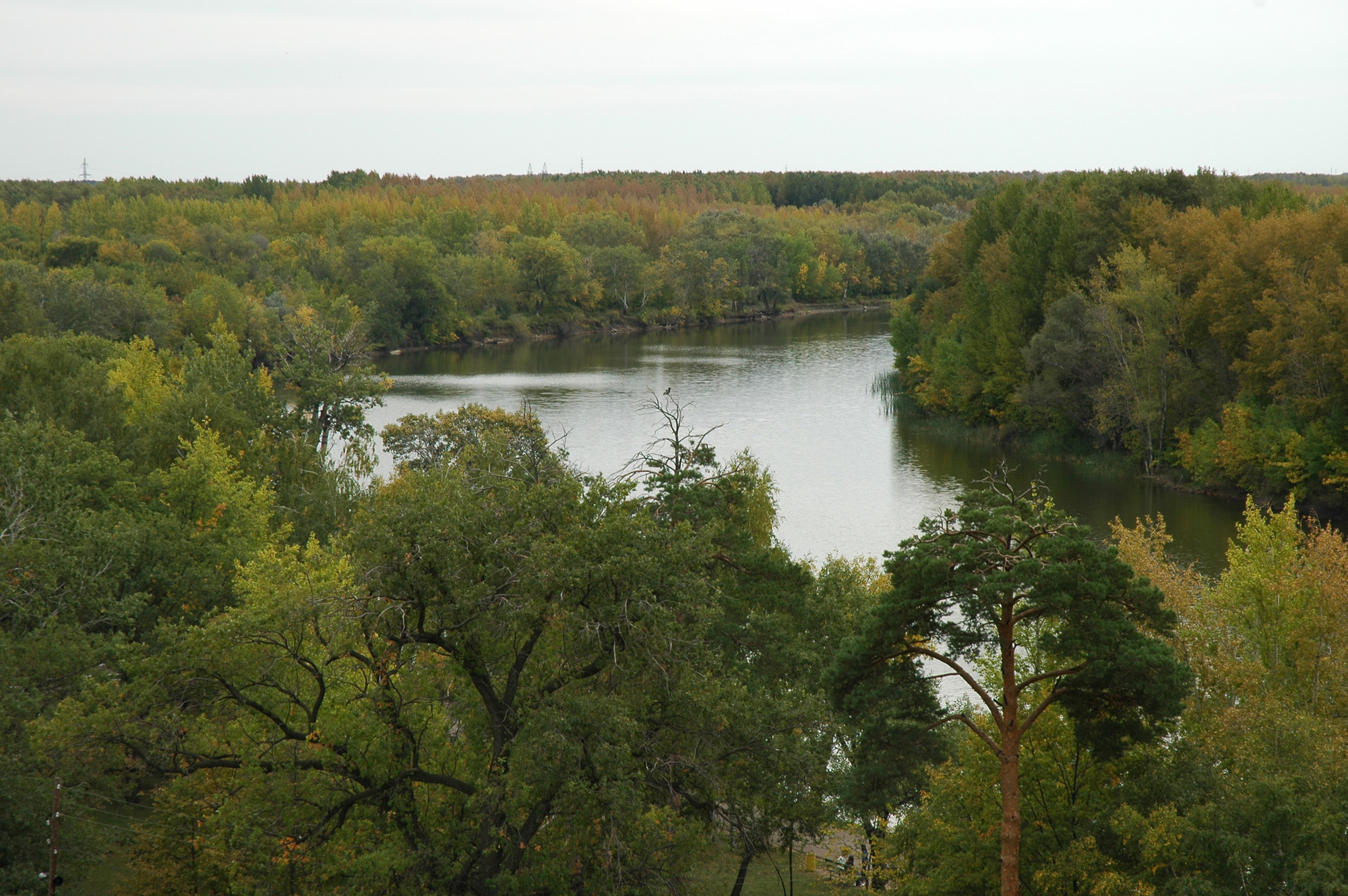
Парк отдыха на берегу Шагана — старейший в Казахстане

Ещё одно из сохранившихся исторических мест Уральска — бывшая «Войсковая дача», ныне городской парк культуры и отдыха, старейший в республике парк, заложенный в 1840 году. Расположенный на живописном берегу Шагана, с двухсотлетними дубами, парк уже много лет — самое любимое место уральцев.
В черте города также находятся Ханская роща, у места слияния Урала и Шагана, и Переволочная роща, с Солдатской старицей — старым руслом Урала. Ханская роща получила своё имя по месту проведения присяги ханов Внутренней орды. Была неоднократно официально переименована, в 1891 году — в рощу Цесаревича, в советское время — в рощу Горького, но в народе всегда оставалась Ханской. Сохранился небольшой монумент на месте проведения первых рабочих маёвок.
В центре города на месте разрушенного собора Александра Невского — небольшой уютный скверик. В центре его стоял бюст начдива В. И. Чапаева, ныне памятник поэта-земляка Жубана Мулдагалиева.
К сожалению, многие другие скверы, садики и бульвары города либо были забыты в связи с непродуманной застройкой города, как садик Пушкина, оставшийся на задворках областной больницы, или бывший Столыпинский бульвар, заслонённый зданием пединститута, либо застроены в ходе текущего строительного бума.

## Культура
В настоящее время в городе имеются:

Драматический театр имени А. Н. Островского

Областной казахский драматический театр им. Х. Букеевой, Уральский русский драматический театр имени А. Н. Островского, Областная филармония имени Гарифуллы Курмангалиева, 12 музеев, 5 кинотеатров, 11 дворцов культуры и клубов, 24 библиотеки с книжным фондом более миллиона томов (включая Западно-Казахстанскую областную библиотеку для детей и юношества). При этом Уральскому театру имени А. Н. Островского уже более 160 лет, это старейший драматический театр в Казахстане.

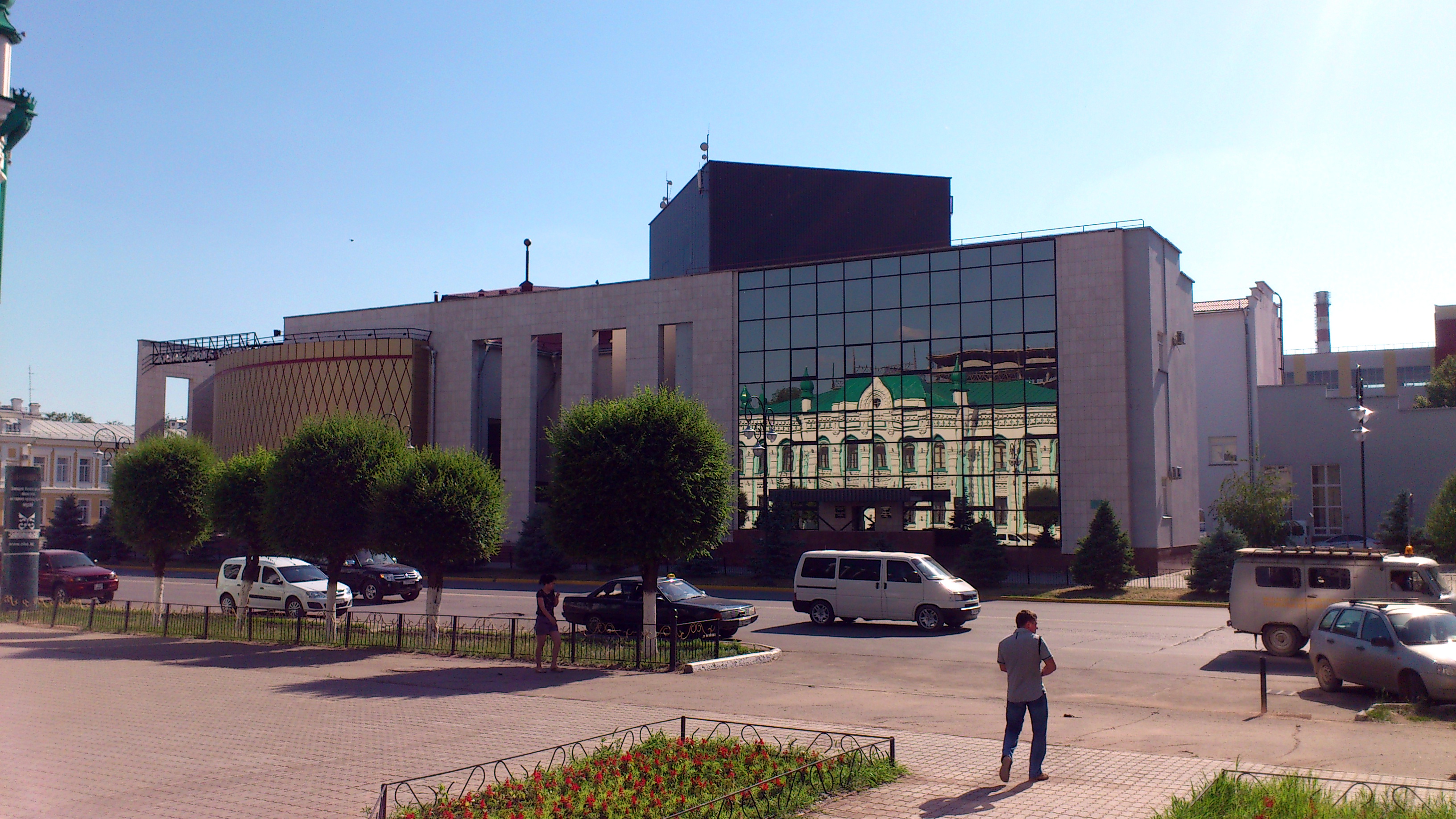
Областной казахский драматический театр им. Х. Букеевой

Большой популярностью у горожан пользуются концерты народного эстрадно-хореографического ансамбля «Ак Жайык» и «Назерке», танцевальной студии «Адажио», детского хора «Яикушка», ансамблей «Уральцы» под управлением Натальи Комаровой, «Михайлов день», детского и взрослого составов ансамбля «Уральские казаки» под управлением А. А, Коноваловой и др.
Весомую лепту в культурный потенциал города вносят мастера литературного пера и изобразительного искусства. Широко известны в Казахстане имена местных прозаиков и поэтов В. П. Правдухина, Н. Корсунова, Ю. А. Баева, А. П. Ялфимова, А. Бактыгереевой, Э. Габбасова, Б. Б. Пышкина, Т. Азовской, Ж. Набиуллина, А. Нарыкова, А. М. Святынина и творчество художника С. Гумарова.
Большое значение в культурной жизни города имеют представители сообщества историков-краеведов А. Г. Трегубова, В. В. Кутищева, А. З. Курлапова, Г. Л. Мухина, авторитетного специалиста по истории казачества Сании Сагнаевой и др.
Крупным центром славянской и татарской культуры является Народный музей «Старый Уральскъ», осуществляющий большую издательскую работу.

## Образование

Историко-краеведческий музей

Первое учебное заведение в городе открылось в 1812 году. Согласно Брокгаузу и Ефрону к началу XX века в Уральске было 27 учебных заведений, с 2222 учащимися обоего пола (1440 мальчиков и 782 девочки). Уральское войсковое реальное училище было преобразовано в 1890—91 гг. из классической гимназии (содержалось на средства войска и казны, обучение для казаков бесплатное); 19 преподавателей, 287 учащихся, в том числе 141 чел. (49,2 %) казаков.

Здание Духовного училища

При училище функционировал Естественно-исторический музей. Войсковая женская гимназия (10 преподавателей, 6 преподавательниц, 283 учащихся, из них 149 казачек — 52,6 %); духовное училище, русско-киргизская школа ремесленных учеников со школой грамоты, школа войсковых певчих и музыкантов; в окрестностях, при войсковой ферме, низшая сельскохозяйственная школа. Низшие школы делятся на церковно-приходские и войсковые.

В здании духовного училища впоследствии размещался художественно-графический факультет пединститута, ныне отель «Пушкин»

Сегодня[уточнить] функционируют 52 общеобразовательные школы с 2000 преподавателей, насчитывающие свыше 40 тыс. учащихся. Наряду со школами действуют 16 внешкольных учреждений по развитию разносторонних интересов, 7 профессионально-технических училищ, в которых обучается около 4 тыс. учащихся. Подготовку специалистов со средним специальным образованием осуществляют педагогический, медицинский, учётно-торговый, музыкальный, политехнический, аграрный и юридический колледжи.
В настоящее время[уточнить] в Уральске действуют высшие учебные заведения: Западно-Казахстанский университет имени М. Утемисова, Западно-Казахстанский аграрно-технический университет им. Жангир хана, учебно-научно-производственный комплекс «Евразийская академия» (создан в результате объединения Западно-Казахстанского института менеджмента и языков «Евразия» и Уральской академии труда и социальных отношений), Западно-Казахстанский инженерно-гуманитарный университет (куда вошли Казахстанский университет инновационных и телекоммуникационных систем — КАЗиИТУ, Западно-Казахстанский инженерно-технологический университет — ЗКИТУ и Западно-Казахстанская гуманитарная академия — ЗКГА), а также филиалы Казахского юридического университета, Казахской академии труда и социальных отношений. Всего в ВУЗах города обучаются более 22,5 тыс. студентов на очном и заочном отделениях.

## Средства массовой информации
История печати города берёт начало с 1867 года, когда в Уральске вышел первый номер газеты «Уральские войсковые ведомости». Позднее — «Уралец», «Яицкая воля», тюркоязычные газеты «Фикер», «Алаш». По состоянию на 2024 год выпускаются газеты: «Уральская неделя», «Информбиржа», «МОЙ ГОРОД», «Орал өңірі», «ЖАЙЫҚ ҮНІ», «Время», «Пульс Города», «Приуралье», «Надежда», «Неделя». Работают радио: «Авторадио», «Радио NS», «Талап FM», «Дача», «Ретро» FM, «Русское радио», «Европа плюс».

## Промышленность
Промышленность Уральска представляют отрасли энергетики, машиностроения, пищевая, мукомольно-крупяная, лёгкая промышленности, строительно-материальная промышленность.
В городе работают заводы АО «Приборостроительный завод «Омега», АО «Уральский завод «Зенит», АО «НИИ Гидроприбор», входящие в АО «Национальная компания «Казахстан инжиниринг». Помимо этого в городе функционирует завод по производству строительных материалов АО «Западно-Казахстанская корпорация строительных материалов».
ТОО «Гидромаш-Орион-МЖБК» ― компания, входящая в холдинг инвестиционная еомпания «Гидромаш-Орион», специализирующаяся на производстве железобетонных конструкций и изделий для дорожного, промышленного и гражданского строительства.
АО «Уральскагрореммаш», в прошлом Уральский ремонтный завод, основанный в 1955 году, в настоящее время производит пожарные автомашины, спецтехнику для транспортировки жидких углеводородов.
В связи с интенсивным развитием добычи нефти и газа в Западном Казахстане, многие предприятия в Уральске ориентированы на выпуск оборудования, связанного с нефтепереработкой, добычей и транспортировкой нефти. Предприятие «ТМК-Казтрубпром», входящее в состав Трубной металлургической компании, выпускает насосно-компрессорные и обсадные трубы, которые используются в нефтяной и газовой промышленности. АО «Западно-Казахстанская машиностроительная компания» — одно из ведущих предприятий в Казахстане по разработке и производству энергетического и нефтеперерабатывающего оборудования.
Азотный завод, расположенный в п. Зачаганске, производит криогенную продукцию, необходимую для нефтегазового сектора, промышленности, сельского хозяйства, объектов жилищного строительства Западного Казахстана.
В области машиностроения также представлены ТОО «Уральский механический завод», ТОО «Казармапром», ПК «Уральский литейно-механический завод».
Единственным централизованным источником теплоснабжения города является тепловая электростанция Уральская ТЭЦ мощностью 58,52 МВт (АО «Жайыктеплоэнерго»).
В 2011 году вблизи с. Новенькое введена в строй Уральская ГТЭС мощностью 54 МВт, которая также обеспечивает поставку электроэнергии в город.
Также в городе работает известный в Казахстане и за его пределами завод ТОО «Кублей». ТОО «Кублей» - одно из крупнейших перерабатывающих предприятий Казахстана, занимающееся производством свеже-охлажденного мяса: конина, говядина, баранина, а также выпуском консервной продукции (рыба, овощи, томатная паста), созданное в 1992 году. Деятельность предприятия соответствует всем требованиям стандартов. Это подтверждается результатам внутренних и  внешних  ежегодных аудитов..

### АО «Уральский завод «Зенит»

Спуск нового катера завода «Зенит»

АО «Уральский завод «Зенит» создан на базе эвакуированного в 1941 году из Ленинграда завода «Двигатель» как завод имени К. Е. Ворошилова. Во время войны выпускал специальное военно-морское вооружение: самонаводящиеся торпеды и морские мины. За заслуги в обеспечении армии и флота в годы Великой Отечественной войны, завод, единственный среди предприятий Казахстана, был награждён орденом Отечественной войны 1 степени. После войны был единственным заводом в СССР, производившим траловое вооружение флота, в 1980-е к многочисленной морской тематике добавилось производство мобильных пусковых установок противокорабельных ракет. Более 40 лет история завода была связана с именем Петра Александровича Атояна. Завод входит в структуру предприятий оборонно-промышленного комплекса, основной задачей которого является обеспечение обороноспособности страны путём выполнения государственных оборонных заказов и выпуск конкурентоспособной продукции специального назначения. В 1993 году предприятие было преобразовано в акционерное общество, а в 2003 году на основании Постановления Правительства РК вошло в состав АО «НК «Национальная компания «Казахстан инжиниринг»
В настоящее время[уточнить] предприятие ориентировано на выпуск специальной техники, катеров и кораблей, оборудования для нефтегазовой отрасли, а также гражданской продукции и товаров народного потребления. Теперь приоритетное развитие получило производство военных кораблей и катеров.
Основную часть выпускаемой продукции завода составляет продукция судостроения, старт освоению которой был дан после выхода в 1993 году постановления Кабинета Министров Республики Казахстан, в соответствии с которым завод был определён головным предприятием по строительству судов для силовых структур республики.
За этот период заводом освоено серийное производство катеров водоизмещением до 50 тонн. Это катера проекта 0200 «Бүркіт» и проекта 100 «Сұнқар», которые сданы заказчику Пограничной службе КНБ РК и эксплуатируются на Каспийском море.
В результате внедрения инвестиционного проекта «Развитие морского судостроения» на заводе реконструирован производственный корпус, освоена технология производства судов нового класса водоизмещением около 240 тонн с корпусом из стали. В 2006 году построен и сдан в эксплуатацию головной образец такого корабля проекта 0300 «Барс», затем второй корабль этого же проекта, которые вместе с катерами, изготовленными заводом, несут свою службу по охране морских границ Республики Казахстан на Каспии. В настоящее время строится третий корабль проекта 0300 «Барс», который планировался к сдаче заказчику в 2010 году.
На созданной производственной базе завод продолжил освоение новых видов специализированных морских судов водоизмещением до 200 тонн. Результат освоения — головной образец быстроходного катера проекта FC19. В октябре 2009 года он был спущен на воду в г. Уральске, а затем успешно прошёл швартовные, ходовые и приёмные испытания на Каспии и сдан заказчику для охраны территориальных вод государственной границы, патрулирования с целью пресечения незаконного судоходства, контрабандных операций, с высокими скоростными и манёвренными характеристиками: скорость 53 узла или 98 км/час, осадка не более 0,9 м, экипаж — 8 человек.
Этот новый проект катера позволит Береговой охране Пограничной службы КНБ РК вести эффективную борьбу с быстродвижущимися целями — нарушителями морских границ республики и браконьерами, ведущими незаконный лов рыбы в казахстанском секторе Каспийского моря.
У завода совместно с заказчиком Пограничной службой КНБ РК, имеются наработки и планы по другим новым проектам катеров и кораблей водоизмещением до 350 тонн.
Вместе с этим, технические и производственные возможности, интеллектуальный и кадровый потенциал, наличие сертифицированной системы менеджмента качества, соответствующей требованиям международного стандарта ИСO 9001: 2000, а также свидетельства, подтверждающего соответствие предприятия требованиям Российского морского регистра судоходства, на осуществление проектирования, постройки, переоборудования, модернизации и ремонта судов, корпусных конструкций, судового оборудования, позволяют заводу выпускать суда и плавсредства водоизмещением до 500 тонн и обеспечить их транспортирование по реке Урал до Каспийского моря.

### Иные производства
В 1970-е годы в Уральске было организовано производство крупнокалиберных пулемётов на заводе «Металлист», приборов для флота на заводе «Омега» и Уральском филиале ЦНИИ Гидроприбор.
В Уральске функционирует (в настоящее время остановлено, запущено в селе Кушум) единственное в республике предприятие по переработке растительного лекарственного сырья АО «Казахлакрица».
В развитии промышленности города большое значение имеет Карачаганакское нефтегазоконденсатное месторождение, расположенное в 150 км от Уральска на территории Бурлинского района. Это важнейший объект республики не только по газу, но и по добыче жидких углеводородов.

## Главы города
Главы города с 1991 года:
- Болат Молдашев (1991 год)
- Кабибула Джакупов (1991—1993 годы)
- Катауола Ашигалиев (1993—1994 годы)
- Олег Рахимбердин (1994—1999 годы)
- Вениамин Мукатаев (1999—2005 годы)
- Сагынбек Муташев (2005—2008 годы)
- Самиголла Уразов (2008—2012 годы)
- Булат Шакимов (2012—2013 годы)
- Алтай Кульгинов (2013—2016 годы)
- Нариман Турегалиев (2016—2017 годы)
- Мурат Мукаев (2017—2019 годы)
- Абат Шыныбеков (август 2019 года — 26 апреля 2022 год)
- Миржан Сатканов (с 26 апреля 2022 года — 22 июля 2024 года)
- Жандос Дуйсенгалиев (с 22 июля 2024 года — 1 октября 2024 года) (и. о.)
- Мурат Байменов (с 1 октября 2024)

## Города-побратимы
- Атырау, Казахстан
- Маниса, Турция[55]
- Благоевград, Болгария
- Плоешти, Румыния
- Саратов, Россия
- Острава, Чехия[56]
- Ростов-на-Дону, Россия
- Кострома, Россия

Города-партнеры:
- Оренбург, Россия[57].